# Pasquale III
Guido da Crema (Crema, 1110 circa – Roma, 20 settembre 1168) è stato un cardinale italiano che a seguito della duplice elezione papale del 1159, seguì l'antipapa Vittore IV, divenendone poi successore nel 1164 con il nome di Pasquale III.

## Biografia
Proveniente da una nobile famiglia dell'aristocrazia dell'Italia settentrionale, nel 1150 Guido da Crema fu nominato da papa Eugenio III Cardinale diacono di Sant'Eustachio. Nel 1152 optò per il titolo di cardinale presbitero di Santa Maria in Trastevere.
Nel 1155 con altri due cardinali fu incaricato da papa Adriano IV di andare incontro a Federico I Barbarossa (1152-1190), il quale, dopo aver espugnato Tortona, era in marcia verso Roma. Loro compito principale, oltre ad instaurare buoni rapporti tra papa ed il Barbarossa, era quello di far catturare e far consegnare al papa  Arnaldo da Brescia, che, fuggito da Roma e rifugiatosi presso i visconti di Campagnatico, poteva trovare alleanze presso la corte germanica. I legati portarono a termine la missione con successo, ed ottennero la consegna del dissidente al papa; in cambio garantirono l'incoronazione imperiale non appena Federico Barbarossa fosse giunto a Roma.
Negli anni successivi Guido fece parte del gruppo di cardinali che temevano il progressivo distacco del papa dal Barbarossa e l'avvicinamento al re Guglielmo I di Sicilia. Partecipò alla elezione pontificia del cardinale Ottaviano de' Monticelli, che prese il nome di Vittore IV (antipapa), in contrapposizione all'elezione al soglio pontificio del cardinale Rolando Bandinelli, eletto papa con il nome di Alessandro III.
Pasquale III fu il secondo antipapa a contrapporsi al pontificato di Alessandro III. Fu eletto su ordine del potente vescovo di Colonia, Rainaldo di Dassel, che vedeva di buon occhio l'avere un "papa personale" nella corte di Federico I Barbarossa, sia per motivi di guadagno collettivo, che per aumentare l'autonomia del Sacro Romano Impero dal papato di Alessandro III. Non appena, infatti, Vittore IV morì a Lucca, lungi dal ricomporre lo scisma (solitamente uno scisma terminava proprio con la morte di uno dei due contendenti, spesso l'antipapa), l'intraprendente Rainaldo riunì un minuscolo collegio cardinalizio che elevò al soglio pontificio parallelo Guido di Crema. Il collegio era composto da appena tre cardinali (incluso Guido) e si trattò di una vera e propria delega di poteri a Pasquale III, più che un'elezione corretta. Il numero dei cardinali scismatici è un indicatore di quanto, oramai, quasi tutta l'Europa, in termini religiosi ma anche politici, fosse schierata con Alessandro III. Pasquale III, tuttavia, prese sede a Viterbo e riuscì con successo ad impedire ad Alessandro di raggiungere Roma.
Federico Barbarossa l'8 gennaio 1166 fece canonizzare ad Aquisgrana Carlo Magno, presumibilmente con l'approvazione di Pasquale III, e il 30 luglio 1167, otto giorni dopo la sua intronazione ufficiale in San Pietro a Roma, Pasquale III consacrò circa quindici fra patriarchi e vescovi ed il 1º agosto successivo incoronò Federico Barbarossa (si trattava per quest'ultimo della seconda incoronazione). La Chiesa cattolica non riconobbe mai la canonizzazione di Carlo Magno e, nel 1179, il Concilio Lateranense III annullò tutte le ordinanze di Pasquale III.
Lo scoppio di un'epidemia in Roma fece sì che il Barbarossa rientrasse, ammalato anch'egli, precipitosamente in Germania accompagnato dal Pasquale III, il quale fece poi ritorno a Roma solo all'inizio dell'anno successivo.
Pasquale III morì nel settembre di quello stesso anno in Roma, nella fortezza di San Pietro e gli succedette l'antipapa Callisto III.

## Conclavi
Durante il suo cardinalato, Guido da Crema partecipò ai seguenti conclavi:
- conclave del 1153, che elesse papa Anastasio IV
- conclave del 1154, che elesse papa Adriano IV
- conclave del 1159, che diede luogo ad una duplice elezione: quella di papa Alessandro III e quella dell'antipapa Vittore IV, con il quale Guido da Crema si schierò

## Genealogia episcopale
La genealogia episcopale è:
- Arcivescovo Arnold von Randerath
- Vescovo Henri van der Leyen
- Antipapa Pasquale III